# Eulimnadia antillarum
Eulimnadia antillarum är en kräftdjursart som först beskrevs av Baird 1852.  Eulimnadia antillarum ingår i släktet Eulimnadia och familjen Limnadiidae. Inga underarter finns listade i Catalogue of Life.